# ويليام هربرت يورك
ويليام هربرت يورك (بالإنجليزية: William Herbert York)‏ هو عازف الباس المزدوج أمريكي، ولد في 16 نوفمبر 1918، وتوفي في 15 أغسطس 2004.

## روابط خارجية
- ويليام هربرت يورك على موقع ميوزك برينز (الإنجليزية)
- ويليام هربرت يورك على موقع أول ميوزيك (الإنجليزية)
- ويليام هربرت يورك على موقع ديسكوغز (الإنجليزية)